# Irena Pietrzak-Pawłowska
Irena Pietrzak-Pawłowska (ur. 5 kwietnia 1909 w  Warszawie, zm. 8 listopada 1994 tamże) – polska historyczka, profesor Uniwersytetu Warszawskiego.

## Życiorys
Studia historyczne na UW, magisterium 1931. Uczennica Marcelego Handelsmana, pod którego kierunkiem obroniła w 1938 doktorat: Trybuna Ludów jako międzynarodowy organ rewolucyjny (1849). Studia w Studium Pedagogicznym UW do 1939, studia na Wydziale Prawno-Ekonomicznym tajnego Uniwersytetu Ziem Zachodnich, habilitacja na UW 1954, profesor nadzwyczajna – 1962, profesor zwyczajna – 1970. Zatrudniona w Instytucie Historycznym UW od 1950 jako starsza asystentka w Katedrze Historii Ruchów Społecznych, samodzielny pracownik nauki w Katedrze Historii Polski Nowożytnej i Najnowszej 1952, zastępczyni profesora i docent w Katedrze Historii Polski Nowożytnej i Najnowszej/Katedrze Historii Polski XIX i XX wieku 1954, profesor nadzwyczajna w Katedrze Historii Ruchów Społecznych 1962, profesor zwyczajna 1970, kierownik Zakładu Historii Gospodarczej XIX i XX wieku 1963–1972. Emerytura 1979.
Pomocnicza pracowniczka nauki w Towarzystwa Naukowego Warszawskiego 1935–1936, instruktorka ZHP 1935–1937, nauczycielka gimnazjalna 1937–1939. W czasie okupacji brała udział w tajnym nauczaniu w Warszawie, słuchaczka tajnego UZZ w Warszawie 1942–1944. Dyrektorka Państwowego Gimnazjum i Liceum Żeńskiego w Olsztynie 1945–1949. Adiunktka w Katedrze Historii Doktryn i Ruchów Społecznych Akademii Nauk Społecznych przy KC PZPR 1949–1950. Sekretarz generalna Polskiego Towarzystwa Historycznego 1955–1958. Przewodnicząca Komisji Historii Przemysłu Komitetu Nauk Historycznych PAN od 1964.
Od 1947 była członkinią PPS, następnie PZPR.
Badała dzieje społeczno-gospodarcze ziem polskich XIX/XX w.

## Odznaczenia i wyróżnienia
- Warszawianka Roku (1978)[1]